# 후쿠오카 지방

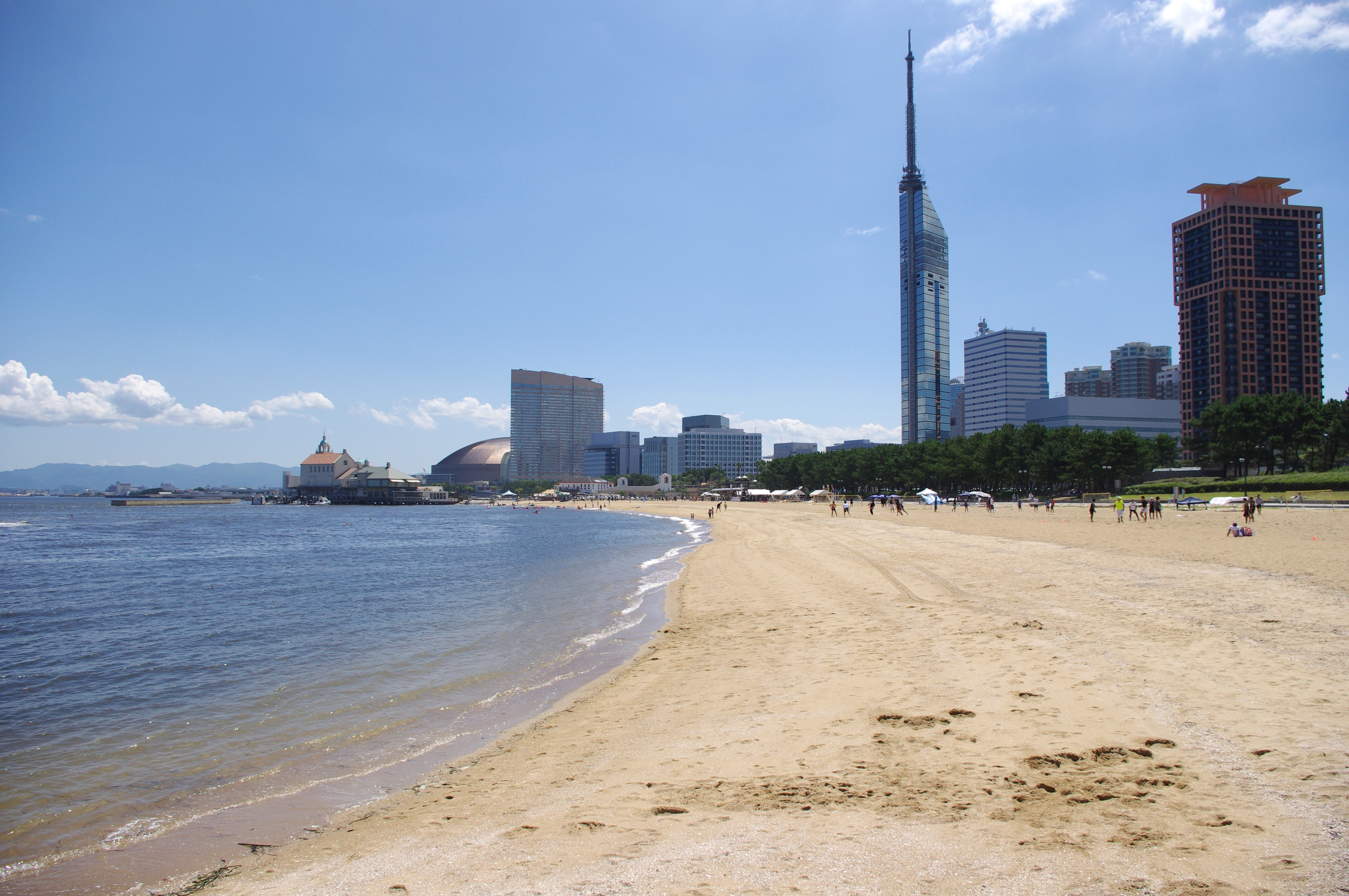

후쿠오카 지방(일본어: 福岡地方 후쿠오카치호[*])는 후쿠오카현이 설정한 후쿠오카 현의 4대 지역(기타큐슈 지구, 후쿠오카 지방, 치쿠호, 치쿠고 지방)의 하나로, 후쿠오카시 주변 자치 단체로 구성되어 있다. 인구는 약 242만명이며, 후쿠오카 현의 설정 지역이기 때문에 후쿠오카 도시권과는 다르다.